# Cantone di Vernoux-en-Vivarais
Il Cantone di Vernoux-en-Vivarais era un cantone francese dell'arrondissement di Tournon-sur-Rhône.
A seguito della riforma approvata con decreto del 13 febbraio 2014, che ha avuto attuazione dopo le elezioni dipartimentali del 2015, è stato soppresso.

## Composizione
Comprendeva i comuni di:
- Boffres
- Chalencon
- Châteauneuf-de-Vernoux
- Saint-Apollinaire-de-Rias
- Saint-Jean-Chambre
- Saint-Julien-le-Roux
- Saint-Maurice-en-Chalencon
- Silhac
- Vernoux-en-Vivarais